# Карсашурское (сельское поселение)
Карсашурское — упразднённое муниципальное образование со статусом сельского поселения в Шарканском районе Удмуртии Российской Федерации.
Административный центр — деревня Карсашур.
Законом Удмуртской Республики от 28 апреля 2021 года № 36-РЗ упразднено в связи с преобразованием Шарканского района в муниципальный округ.

## История
Статус и границы сельского поселения установлены Законом Удмуртской Республики от 13 апреля 2005 года № 11-РЗ «Об установлении границ муниципальных образований и наделении соответствующим статусом муниципальных образований на территории Шарканского района Удмуртской Республики».

## Население
| 2010 | 2012 | 2013 | 2014 | 2015 | 2016 | 2017 |
| ---- | ---- | ---- | ---- | ---- | ---- | ---- |
| 803  | ↘780 | ↘779 | ↘776 | ↘770 | ↘768 | ↘758 |
| 2018 | 2019 | 2020 |      |      |      |      |
| ↘738 | →738 | ↘719 |      |      |      |      |

## Состав сельского поселения
| № | Населённый пункт | Тип населённого пункта          | Население |
| - | ---------------- | ------------------------------- | --------- |
| 1 | Гондырвай        | деревня                         | ↘180      |
| 2 | Карсашур         | деревня, административный центр | ↘342      |
| 3 | Куликово         | деревня                         | ↘4        |
| 4 | Малиновка        | деревня                         | ↘24       |
| 5 | Чужегово         | деревня                         | ↘230      |